# Route nationale 434
Pour les articles homonymes, voir Route 434.
La route nationale française 434 ou RN 434 était une route nationale française reliant Épinal à Vesoul (Elle débouchait en réalité sur la RN19 à Charmoille, à quelques kilomètres de Vesoul). Son tronçon Xertigny-Épinal est un ancien itinéraire de la RN57 utilisé au XIXe siècle. 

À la suite de la réforme de 1972, la RN 434 a été déclassée en RD 434.
Voir le tracé de la RN434 sur GoogleMaps

## Ancien tracé
- Épinal (km 0)
- Xertigny (km 19)
- Bains-les-Bains (km 31)
- Vauvillers (km 50)
- Amance (km 66)
- Faverney (km 71)
- Bougnon (km 80)
- Charmoille (km 83)